# Malevaje (canción)
«Malevaje» es una canción de tango compuesta en 1928 por los argentinos Juan de Dios Filiberto (música) y Enrique Santos Discépolo (letra).
Estrenado en la "Fiesta del Tango" en el Teatro Astral de Buenos Aires, el día 21 de septiembre de 1928. siendo interpretado por Azucena Maizani.
Esta pieza fue grabada por los cantantes Ignacio Corsini y Carlos Gardel, así como por Roberto Goyeneche en el álbum "Todo Goyeneche... de FM Tango para usted" (1992, ECD 50608).